# Vụ đánh bom xe lửa Mumbai năm 2006
Vụ đánh bom xe lửa ở Mumbai ngày 11 tháng 7 năm 2006 là một loạt bảy vụ đánh bom xảy ra trong khoảng thời gian 11 phút trên Đường sắt ngoại ô ở Mumbai, thủ phủ của bang Maharashtra của Ấn Độ và thủ đô tài chính của quốc gia. Các quả bom đã được đặt trong các nồi áp suất trên các chuyến tàu miệt mài trên khu vực ngoại ô của bộ phận Đường sắt phía Tây Mumbai. Vụ nổ đã bị chết 209 người và làm bị thương hơn 700 người nữa.